# Drzewo życia (film 2011)
Drzewo życia (ang. The Tree of Life, 2011) – amerykański dramat filmowy z elementami kina fantasy w reżyserii i według scenariusza Terrence’a Malicka.
Światowa premiera filmu miała miejsce 16 maja 2011 roku, podczas 64. Międzynarodowego Festiwalu Filmowego w Cannes, gdzie film wyświetlany był w Konkursie Głównym. Na tym festiwalu obraz otrzymał nagrodę główną – Złotą Palmę.

## Fabuła
Akcja filmu rozpoczyna się w latach 50. XX wieku. Główny bohater, jedenastoletni Jack, musi opuścić bezpieczny świat dzieciństwa i wreszcie dorosnąć. Prawdziwego mężczyznę stara się z niego uczynić jego ojciec, pan O’Brien (Brad Pitt). Wiele lat później Jack (Sean Penn), wciąż nie może odnaleźć sensu życia. Zadaje sobie pytania o sens istnienia, drogę do Absolutu, ale nie potrafi znaleźć na nie odpowiedzi.

## Obsada
- Brad Pitt jako pan O’Brien
- Sean Penn jako Jack
- Jessica Chastain jako pani O’Brien
- Felix Taylor jako Solacious Crumb
- Hunter McCracken jako młody Jack
- Laramie Eppler jako R.L.
- Tye Sheridan jako Steve
- Kari Matchett jako była dziewczyna Jacka
- Joanna Going jako żona Jacka
- Kimberly Whalen jako pani Brown
- Jackson Hurst jako wujek Roy
- Fiona Shaw jako babcia
- Crystal Mantecon jako Elisa
- Tamara Jolaine jako pani Stone
- Dustin Allen jako George Walsh

## Nagrody i nominacje
64. Międzynarodowy Festiwal Filmowy w Cannes
- Złota Palma – Terrence Malick

16. ceremonia wręczenia Satelitów
- nagroda: najlepszy scenariusz oryginalny – Terrence Malick
- nagroda: najlepsza aktorka w roli drugoplanowej − Jessica Chastain
- nominacja: najlepsze zdjęcia − Emmanuel Lubezki
- nominacja: najlepszy dźwięk − Christopher Scarabosio, Craig Berkey, Erik Aadahl, Jeremy Peirson, John Pritchett i Kirk Francis

84. ceremonia wręczenia Oscarów
- nominacja: najlepszy film − Dede Gardner, Sarah Green, Grant Hill i Bill Pohlad
- nominacja: najlepsza reżyseria − Terrence Malick
- nominacja: najlepsze zdjęcia − Emmanuel Lubezki